# Edoardo Vesentini
Edoardo Vesentini (Rome, 31 mai 1928 – Pise, 28 mars 2020) est un mathématicien et homme politique italien.

## Biographie
Il est diplômé en sciences mathématiques à l'Université de Milan en 1950 et a obtenu le poste d'enseignant en géométrie en 1956. Il devient chargé de cours à l'Université Northwestern à Evanston (Illinois) au cours de l'année universitaire 1957-1958 et il est membre de l'Institute for Advanced Study de Princeton, New Jersey, de septembre 1958 à décembre 1959. Il devient ensuite professeur titulaire de géométrie à l'Université de Pise de 1959 à 1967 et à l'École normale supérieure de Pise de Pise de 1967 à 1996. Par la suite, il est professeur titulaire d'analyse mathématique à l'école polytechnique de Turin à partir de 1996.
Il est chercheur associé à l'Université Harvard durant l'année universitaire 1963-1964 et professeur invité à l'Institut des hautes études scientifiques de Bures-sur-Yvette en 1961 et 1967 ; au Tata Institute of Fundamental Research, Bombay, en 1965; dans les universités du Caire et d'Istanbul (en tant qu'expert de l'UNESCO) en 1966 ; au Forschungsinstitut für Mathematik, Zurich, en 1968. Il est professeur chercheur à l'Université du Maryland de 1971 à 1980.
Président de l'Istituto nazionale di alta matematica (it) (Institut national de mathématiques supérieures) de 1977 à 1985, il est directeur adjoint de la Scuola Normale Superiore de Pise de 1968 à 1970 puis son directeur de 1978 à 1987. Il est élu sénateur indépendant de gauche de la République pour la législature de 1987 à 1992. En 1989, il est ministre de la recherche dans le gouvernement fantôme du Parti communiste italien (PCI).
Il est membre correspondant de l'Académie des Lyncéens à partir de 1979, membre national à partir de 1988, président à partir de 1997. Il est également membre correspondant de l'Institut lombard des sciences et des lettres à partir de 1979, membre correspondant de l'Académie des sciences de Turin à partir de 1995, membre de l'Académie nationale XL à partir de 1997, membre étranger de l'Académie des sciences de Russie, membre de l'Academia Europea de Yuste depuis 2000.
Il est décédé à Pise le 28 mars 2020.

## Prix et distinctions
Il reçoit le prix Pomini (1956), le prix Bonavera (1959), le prix Caccioppoli (1962), le médaille d'or de la Société italienne des sciences (1975), le prix Antonio-Feltrinelli (1981), le Médaille d'Or du Mérite de l'École, de la Culture et de l'Art et la nomination en tant que Grand Officier de l'Ordre "Al Merito della Repubblica".
Il reçoit un doctorat honorifique de l'Université de Tübingen. En 1966 il est conférencier invité au Congrès international des mathématiciens à Moscou, avec une conférence intitulée « Rigidity of quotients of bounded symmetric domains ». 

## Publications
- (en) Edoardo Vesentini, « Beniamino Segre and Italian geometry », Rendiconti di Matematica e delle sue Applicazioni, vol. 25, no 2,‎ 2005, p. 185–193 (MR 2197882, zbMATH 1093.01009, lire en ligne).
- avec Tullio Franzoni: Holomorphic maps and invariant distances, North Holland 1980
- Lectures on Levi convexity of complex manifolds and cohomology vanishing theorems, Tata Institut 1967
- avec Ceccucci, Tognoli: Lezioni di topologia generale, Mailand, Feltrinelli 1968
- avec Eugenio Calabi: On compact, locally symmetric Kähler manifolds, Annals of Mathematics, vol. 71, 1960, pp. 472.